# Championnat du Maroc de football 1996-1997
Navigation
Botola
1995-1996 Botola
1997-1998
Le Championnat du Maroc de football 1996-1997 est la 81e édition du championnat du Maroc de football et la 2e au sein du Groupement National de Football 1. Elle voit la victoire du Raja Club Athletic pour la deuxième année consécutive.

## Compétition

### Classement
| Rang | Équipe                        | Pts | J  | G  | N  | P  | Bp | Bc | Diff |
| ---- | ----------------------------- | --- | -- | -- | -- | -- | -- | -- | ---- |
| 1    | Raja CA T                     | 55  | 30 | 15 | 10 | 5  | 45 | 24 | +21  |
| 2    | Wydad AC CdT                  | 53  | 30 | 14 | 11 | 5  | 47 | 21 | +26  |
| 3    | Renaissance de Settat         | 53  | 30 | 15 | 8  | 7  | 33 | 19 | +14  |
| 4    | Jeunesse sportive El Massira  | 51  | 30 | 14 | 9  | 7  | 43 | 30 | +13  |
| 5    | Difaâ d'El Jadida             | 44  | 30 | 13 | 5  | 12 | 27 | 29 | -2   |
| 6    | CODM de Meknès                | 41  | 30 | 10 | 11 | 9  | 24 | 21 | +3   |
| 7    | FAR de Rabat                  | 41  | 30 | 9  | 14 | 7  | 23 | 23 | 0    |
| 8    | Mouloudia Club d'Oujda        | 38  | 30 | 10 | 8  | 12 | 30 | 43 | -13  |
| 9    | Chabab Mohammédia             | 36  | 30 | 9  | 9  | 12 | 27 | 29 | -2   |
| 10   | Kawkab de Marrakech           | 36  | 30 | 9  | 9  | 12 | 17 | 20 | -3   |
| 11   | Hassania d'Agadir P           | 34  | 30 | 7  | 13 | 10 | 22 | 26 | -4   |
| 12   | Wydad de Fès P                | 34  | 30 | 7  | 13 | 10 | 24 | 30 | -6   |
| 13   | AS Crédit Agricole            | 32  | 30 | 7  | 11 | 12 | 29 | 35 | -6   |
| 14   | Olympique Club de Khouribga V | 32  | 30 | 8  | 8  | 14 | 27 | 34 | -7   |
| 15   | Union de Sidi Kacem ↓         | 31  | 30 | 6  | 13 | 11 | 25 | 33 | -8   |
| 16   | Moghreb de Tétouan ↓          | 28  | 30 | 6  | 10 | 14 | 27 | 53 | -26  |

- Qualifié pour la Ligue des champions de la CAF 1998
- Qualifié pour la Coupe d'Afrique des vainqueurs de coupe 1998
- Qualifié pour la Coupe de la CAF 1998
- Relégué en Championnat du Maroc de football D2

Abréviations
T : Tenant du titre

V : Vice-champion 1995-1996

CdT : Vainqueur de la Coupe du Trône 1996-1997

P : Promus du Championnat du Maroc de football D2

### Classement Division Pré-honneur (D2)
| Rang | Équipe        | Pts | J  | G  | N  | P  | Bp | Bc | Diff |
| ---- | ------------- | --- | -- | -- | -- | -- | -- | -- | ---- |
| 1    | MAS de Fès    | 58  | 30 | 16 | 10 | 4  | 54 | 28 | +26  |
| 2    | IR Tanger     | 57  | 30 | 14 | 13 | 3  | 37 | 14 | +23  |
| 3    | TS Casablanca | 57  | 30 | 14 | 13 | 3  | 42 | 20 | +22  |
| 4    | Fath US       | 52  | 30 | 14 | 10 | 6  | 33 | 19 | +14  |
| 5    | Racing AC     | 51  | 30 | 14 | 9  | 7  | 24 | 22 | +2   |
| 6    | AS Police     | 42  | 30 | 11 | 9  | 10 | 22 | 22 | 0    |
| 7    | CA Si-othman  | 37  | 30 | 8  | 13 | 9  | 18 | 20 | -2   |
| 8    | CR Bernoussi  | 36  | 30 | 8  | 12 | 10 | 21 | 27 | -6   |
| 9    | IZ Khémisset  | 36  | 30 | 9  | 9  | 12 | 25 | 33 | -8   |
| 10   | Tihad AS      | 34  | 30 | 8  | 10 | 12 | 20 | 27 | -7   |
| 11   | Kénitra AC    | 32  | 30 | 8  | 8  | 14 | 27 | 30 | -3   |
| 12   | OC Safi       | 32  | 30 | 7  | 11 | 12 | 25 | 30 | -5   |
| 13   | CA Khénifra   | 31  | 30 | 9  | 6  | 15 | 21 | 34 | -13  |
| 14   | Raja BM       | 29  | 30 | 8  | 5  | 17 | 25 | 32 | -7   |
| 15   | AS Salé ↓     | 28  | 30 | 5  | 13 | 12 | 25 | 38 | -13  |
| 16   | IRFB Salah ↓  | 28  | 30 | 6  | 10 | 14 | 16 | 35 | -19  |

## Bilan de la saison
| Championnat du Maroc de football 1996-1997                        |                       |
| Champion                                                          | Raja CA (3e titre)    |
| Coupes et trophées                                                |                       |
| Vainqueur de la Coupe du Trône 1997                               | Wydad AC              |
| Vainqueur de la Supercoupe du Maroc 1997                          | Wydad AC              |
| Qualifications continentales                                      |                       |
| Ligue des champions de la CAF 1998                                | Raja CA               |
| Coupe d'Afrique des vainqueurs de coupe 1998                      | Wydad AC              |
| Coupe de la CAF 1998                                              | Renaissance de Settat |
| Promotions et relégations                                         |                       |
| Promus en Championnat du Maroc de football                        | Maghreb de Fès        |
| Promus en Championnat du Maroc de football                        | IR Tanger             |
| Relégués en Championnat du Maroc de football de deuxième division | Union de Sidi Kacem   |
| Relégués en Championnat du Maroc de football de deuxième division | Moghreb de Tétouan    |